# Pilocrocis damonalis
Pilocrocis damonalis là một loài bướm đêm trong họ Crambidae.